# 극대 아이디얼
환론에서 극대 아이디얼(極大ideal, 영어: maximal ideal)은 환 전체가 아닌 아이디얼들의 극대 원소이다.

## 정의

### 극대 부분 가군
환 {\displaystyle R} 위의 왼쪽 가군 {\displaystyle _{R}M}의 부분 가군 {\displaystyle N\subseteq M}에 대하여 다음 두 조건이 서로 동치이며, 이를 만족시키는 부분 가군을 극대 부분 가군(極大部分加群, 영어: maximal submodule)이라고 한다.
- {\displaystyle N\neq M}이며, {\displaystyle M}의 임의의 부분 가군 {\displaystyle N'\subseteq M}에 대하여, 만약 {\displaystyle N'\supseteq N}이라면 {\displaystyle N'=M}이거나 {\displaystyle N'=N}이다. 즉, {\displaystyle N}은 부분 순서 집합 {\displaystyle \operatorname {Sub} (M)\setminus \{M\}}의 극대 원소이다. (여기서 {\displaystyle \operatorname {Sub} (M)\setminus \{M\}}은 {\displaystyle M}의 진부분 가군들의 포함 관계에 대한 부분 순서 집합이다.)
- 몫가군 {\displaystyle M/N}은 단순 가군이다. (이 정의에서, 영가군은 단순 가군이 아니다.)

마찬가지로, 오른쪽 가군의 부분 가군에 대해서도 극대 부분 가군의 개념을 정의할 수 있다. 가군 {\displaystyle _{R}M}의 극대 부분 가군들의 집합을 {\displaystyle \operatorname {Max} (_{R}M)}이라고 표기하자.
주어진 가군에서, 모든 극대 부분 가군들의 교집합을 그 근기라고 한다.

### 극대 아이디얼
환 {\displaystyle R}가 주어졌을 때, 1차 자유 왼쪽 가군 {\displaystyle _{R}R}의 부분 가군은 왼쪽 아이디얼이며, {\displaystyle _{R}R}의 극대 부분 가군을 극대 왼쪽 아이디얼(영어: maximal left ideal)이라고 한다. 즉, 왼쪽 아이디얼 {\displaystyle {\mathfrak {M}}\neq R}이 극대 왼쪽 아이디얼이라는 것은, 만약 {\displaystyle R}의 임의의 왼쪽 아이디얼 {\displaystyle _{R}{\mathfrak {A}}}에 대하여, 만약 {\displaystyle {\mathfrak {M}}\subseteq {\mathfrak {A}}}라면 {\displaystyle {\mathfrak {A}}=R}이거나 {\displaystyle {\mathfrak {A}}={\mathfrak {M}}}이라는 것이다. 마찬가지로 극대 오른쪽 아이디얼(영어: maximal right ideal)은 1차 자유 오른쪽 가군 {\displaystyle R_{R}}의 극대 부분 가군이다.
극대 왼쪽 아이디얼 또는 극대 오른쪽 아이디얼이 유일하게 존재하는 환을 국소환이라 한다.
가환환 {\displaystyle R}의 아이디얼 {\displaystyle {\mathfrak {m}}\subseteq R}에 대하여 다음 조건들이 서로 동치이며, 이러한 아이디얼을 극대 아이디얼이라고 한다.
- 극대 왼쪽 아이디얼이다.
- 극대 오른쪽 아이디얼이다.
- {\displaystyle R/{\mathfrak {m}}}은 체이다.
- 환의 스펙트럼 {\displaystyle \operatorname {Spec} R}의 자리스키 위상에서, {\displaystyle \{{\mathfrak {m}}\}}은 닫힌 집합이다.

즉, {\displaystyle \operatorname {Max} R\subseteq \operatorname {Spec} R}는 닫힌 점들로 구성된 부분 공간이다. 극대 아이디얼에 대한 몫환으로 얻어지는 체를 잉여류체라고 한다. 단, 비가환환의 경우 극대 아이디얼에 대한 몫환은 나눗셈환이 아닐 수 있다.

## 성질
가환환의 아이디얼에 대하여, 다음과 같은 포함 관계가 성립한다.
아이디얼 ⊇ 반소 아이디얼  ∪  으뜸 아이디얼 ⊇ 반소 아이디얼 ∩ 으뜸 아이디얼 = 소 아이디얼 ⊇ 극대 아이디얼
특히, 모든 극대 아이디얼은 소 아이디얼이다. 주 아이디얼 정역에서는 영 아이디얼이 아닌 모든 소 주 아이디얼은 극대 아이디얼이다.

### 존재
크룰 정리(영어: Krull’s theorem)에 따르면, 환 {\displaystyle R} 위의, 영가군이 아닌 유한 생성 왼쪽 가군 {\displaystyle _{R}M\neq 0}은 항상 적어도 하나 이상의 극대 부분 가군을 갖는다. 즉, {\displaystyle \operatorname {Max} (_{R}M)}은 공집합이 아니다.
또한, 환 {\displaystyle R} 위의, 영가군이 아닌 사영 왼쪽 가군 {\displaystyle _{R}M\neq 0}은 항상 적어도 하나 이상의 극대 부분 가군을 갖는다. 보다 일반적으로, 사영 덮개를 갖는 왼쪽 가군은 항상 적어도 하나 이상의 극대 부분 가군을 갖는다. (이는 왼쪽 가군 {\displaystyle _{R}M}은 그 사영 덮개 {\displaystyle _{R}P}의 잉여적 부분 가군 {\displaystyle S\subseteq P}에 대한 몫가군 {\displaystyle M\cong P/S}이며, 모든 잉여적 부분 가군은 항상 모든 극대 부분 가군에 포함되기 때문이다.)
특히, 자유 왼쪽 가군 {\displaystyle _{R}R}는 사영 왼쪽 가군이자 유한 생성 왼쪽 가군이며, {\displaystyle R}가 자명환이 아니라면 영가군이 아니다. 따라서, {\displaystyle R}는 항상 하나 아싱의 극대 왼쪽 아이디얼을 갖는다.
(위 정리들은 오른쪽 가군/아이디얼에 대해서도 물론 성립한다.)
크룰 정리는 유한 생성 가군이 아닌 가군에 대하여 실패할 수 있다.
환 {\displaystyle R}의 모든 왼쪽 가군 {\displaystyle _{R}M}이 하나 이상의 극대 부분 가군을 가질 충분조건들은 다음을 들 수 있다.
- 모든 단순 왼쪽 가군의 단사 껍질은 뇌터 가군이다.[1]:Corollary 1.1
- {\displaystyle M}의 모든 왼쪽 가군은 사영 덮개를 갖는다. (특히, 왼쪽 아르틴 환에 대하여 이 조건이 성립한다.)

## 예
정수환 {\displaystyle \mathbb {Z} }의 극대 아이디얼들은 소수 {\displaystyle p}에 대한 주 아이디얼 {\displaystyle (p)}이다.
체의 극대 아이디얼은 영 아이디얼 {\displaystyle \{0\}}밖에 없다.
힐베르트 영점 정리에 따르면, 대수적으로 닫힌 체 {\displaystyle K} 위의 유한 차원 다항식환 {\displaystyle K[x_{1},x_{2},\dots ,x_{k}]}의 극대 아이디얼은 다음과 같은 꼴의 아이디얼이다.
{\displaystyle (x_{1}-a_{1},x_{2}-a_{2},\dots ,x_{k}-a_{k})\qquad (a_{1},\dots ,a_{k}\in K)}

### 극대 부분 가군을 갖지 않는 가군
정수환 {\displaystyle \mathbb {Z} } 위의 가군 {\displaystyle _{\mathbb {Z} }\mathbb {Q} } (유리수의 덧셈 아벨 군)을 생각하자. 그렇다면, 이는 극대 부분 가군을 갖지 않는다.

## 역사
크룰 정리는 볼프강 크룰이 1929년에 초한 귀납법을 사용하여 증명하였다.

## 같이 보기
- 소 아이디얼